# Liste der Navajo Chapter
Die Liste der Navajo Chapter führt alle 110 Chapter der Navajo Nation Reservation auf. Die Chapter sind die kleinste lokale Selbstverwaltungseinheit der Navajo Nation, sofern sie zertifiziert sind. Die Chapter sind den fünf Agencies der Reservation zugeordnet. Trotz der weitgehenden Selbstverwaltung der Navajo Nation Reservation gibt es Probleme und Kompetenzstreitigkeiten mit den Bundesstaaten und deren Countys – insbesondere im Nordwesten von New Mexico, wo sich im sogenannten Checkerboard Area Navajo-Land mit Staatsland und privatem Landbesitz vermischt. Es gibt eine Vielzahl von Landtypen, wobei der United States Census 2010 für die Navajo Nation Reservation nur zwischen der Reservation und Off-reservation trust land unterscheidet. Die Tabelle gibt einen Eindruck der komplexen Gemengelage.

## Liste der Navajo Chapter
| Chapter                           | Navajo Agency       | Certified? | Anmerkungen                                               | Land type                                | Bundesstaat          | County                       |
| --------------------------------- | ------------------- | ---------- | --------------------------------------------------------- | ---------------------------------------- | -------------------- | ---------------------------- |
| Alamo                             | Crownpoint/Eastern  | Nein       | Alamo Navajo Indian Reservation                           | Reservation                              | New Mexico           | Socorro                      |
| Aneth                             | Shiprock            | Ja         |                                                           | Reservation                              | Utah                 | San Juan                     |
| Baahaali                          | Crownpoint/Eastern  | Ja         | Breadsprings, Checkerboard area                           | Off-Reservation Trust Land               | New Mexico           | McKinley                     |
| Baca-Prewitt                      | Crownpoint/Eastern  | Ja         | Checkerboard area                                         | Off-Reservation Trust Land               | New Mexico           | McKinley                     |
| Bahastl'ah' (Twin Lakes)          | Fort Defiance       | Nein       |                                                           | Reservation                              | New Mexico           | McKinley                     |
| Becenti                           | Crownpoint/Eastern  | Nein       | Checkerboard area                                         | Off-Reservation Trust Land               | New Mexico           | McKinley                     |
| Beclabito                         | Shiprock            | Ja         |                                                           | Reservation                              | New Mexico           | San Juan                     |
| Black Mesa                        | Chinle              | Nein       |                                                           | Reservation                              | Arizona              | Apache / Navajo              |
| Blue Gap/Tachee                   | Chinle              | Nein       |                                                           | Reservation                              | Arizona              | Apache / Navajo              |
| Bodaway-Gap                       | Tuba City / Western | Ja         |                                                           | Reservation                              | Arizona              | Coconino                     |
| Cameron                           | Tuba City / Western | Nein       |                                                           | Reservation                              | Arizona              | Coconino                     |
| Casamero Lake                     | Crownpoint/Eastern  | Ja         | Checkerboard area                                         | Off-Reservation Trust Land               | New Mexico           | McKinley                     |
| Chichiltah                        | Crownpoint/Eastern  | Nein       | Checkerboard area                                         | Off-Reservation Trust Land               | New Mexico           | McKinley                     |
| Chilchinbito                      | Tuba City / Western | Ja         |                                                           | Reservation                              | Arizona              | Navajo                       |
| Chinle                            | Chinle              | Ja         |                                                           | Reservation                              | Arizona              | Apache                       |
| Church Rock                       | Crownpoint/Eastern  | Nein       | Checkerboard area                                         | Off-Reservation Trust Land               | New Mexico           | McKinley                     |
| Coalmine Canyon                   | Tuba City / Western | Nein       |                                                           | Reservation                              | Arizona              | Coconino                     |
| Coppermine                        | Tuba City / Western | Nein       |                                                           | Reservation                              | Arizona              | Coconino                     |
| Cornfields                        | Fort Defiance       | Ja         |                                                           | Reservation                              | Arizona              | Apache                       |
| Counselor                         | Crownpoint/Eastern  | Nein       | Checkerboard area                                         | Off-Reservation Trust Land               | New Mexico           | Sandoval / Rio Arriba        |
| Cove                              | Shiprock            | Ja         |                                                           | Reservation                              | Arizona              | Apache                       |
| Coyote Canyon                     | Fort Defiance       | Nein       |                                                           | Reservation                              | New Mexico           | McKinley                     |
| Crownpoint                        | Crownpoint/Eastern  | Nein       | Checkerboard area                                         | Off-Reservation Trust Land               | New Mexico           | McKinley                     |
| Crystal                           | Fort Defiance       | Nein       |                                                           | Reservation                              | Arizona / New Mexico | Apache / McKinley / San Juan |
| Dennehotso                        | Tuba City / Western | Ja         |                                                           | Reservation                              | Arizona              | Apache                       |
| Dilkon                            | Fort Defiance       | Ja         |                                                           | Reservation                              | Arizona              | Navajo                       |
| Forest Lake                       | Chinle              | Nein       |                                                           | Reservation                              | Arizona              | Navajo                       |
| Fort Defiance                     | Fort Defiance       | Ja         |                                                           | Reservation                              | Arizona              | Apache                       |
| Gadii' Ahi/To'koi                 | Shiprock            | Nein       |                                                           | Reservation                              | New Mexico           | San Juan                     |
| Ganado                            | Fort Defiance       | Ja         |                                                           | Reservation                              | Arizona              | Apache                       |
| Greasewood Springs                | Fort Defiance       | Ja         |                                                           | Reservation                              | Arizona              | Navajo                       |
| Hard Rock                         | Chinle              | Nein       | auch Hardrock                                             | Reservation                              | Arizona              | Navajo                       |
| Houck                             | Fort Defiance       | Ja         |                                                           | Reservation                              | Arizona              | Apache                       |
| Huerfano                          | Crownpoint/Eastern  | Nein       | Checkerboard area                                         | Off-Reservation Trust Land               | New Mexico           | San Juan                     |
| Indian Wells                      | Fort Defiance       | Nein       |                                                           | Reservation                              | Arizona              | Navajo                       |
| Iyanbito                          | Crownpoint/Eastern  | Nein       | Checkerboard area                                         | Off-Reservation Trust Land               | New Mexico           | McKinley                     |
| Jeddito                           | Fort Defiance       | Nein       | Exklave der Navajo in der Hopi-Reservation                | Reservation                              | Arizona              | Navajo                       |
| Kai' Bii To (Kaibito)             | Tuba City / Western | Nein       | auch Kaibeto                                              | Reservation                              | Arizona              | Coconino                     |
| Kayenta                           | Tuba City / Western | Ja         |                                                           | Reservation                              | Arizona              | Navajo                       |
| Kin Dah Lichii (Kinlichee)        | Fort Defiance       | Ja         |                                                           | Reservation                              | Arizona              | Apache                       |
| Klagetoh                          | Fort Defiance       | Nein       |                                                           | Reservation                              | Arizona              | Apache                       |
| Lake Valley                       | Crownpoint/Eastern  | Nein       | Checkerboard area                                         | Off-Reservation Trust Land               | New Mexico           | San Juan                     |
| LeChee                            | Tuba City / Western | Ja         |                                                           | Reservation                              | Arizona              | Coconino                     |
| Leupp                             | Tuba City / Western | Ja         |                                                           | Reservation                              | Arizona              | Coconino                     |
| Littlewater                       | Crownpoint/Eastern  | Ja         | Checkerboard area                                         | Off-Reservation Trust Land               | New Mexico           | McKinley                     |
| Low Mountain                      | Fort Defiance       | Nein       |                                                           | Reservation                              | Arizona              | Navajo                       |
| Lukachukai                        | Chinle              | Nein       |                                                           | Reservation                              | Arizona              | Apache                       |
| Manuelito                         | Crownpoint/Eastern  | Nein       | Checkerboard area                                         | Off-Reservation Trust Land               | New Mexico           | McKinley                     |
| Many Farms                        | Chinle              | Nein       |                                                           | Reservation                              | Arizona              | Apache                       |
| Mariano Lake                      | Crownpoint/Eastern  | Nein       | Checkerboard area                                         | Off-Reservation Trust Land               | New Mexico           | McKinley                     |
| Mexican Springs                   | Fort Defiance       | Nein       | auch Nakaibito                                            | Reservation                              | New Mexico           | McKinley                     |
| Mexican Water                     | Shiprock            | Ja         |                                                           | Reservation                              | Arizona              | Apache                       |
| Nageezi                           | Crownpoint/Eastern  | Nein       | Checkerboard area                                         | Off-Reservation Trust Land               | New Mexico           | San Juan                     |
| Nahata Dziil                      | Fort Defiance       | Ja         | New Lands; 1991: 110. Chapter                             | Navajo-Hopi Relocation Commission        | Arizona              | Apache                       |
| Nahodishgish                      | Crownpoint/Eastern  | Nein       | früher Dalton's Pass                                      | Reservation                              | New Mexico           | McKinley                     |
| Naschitti                         | Fort Defiance       | Ja         |                                                           | Reservation                              | New Mexico           | San Juan                     |
| Navajo Mountain                   | Tuba City / Western | Nein       |                                                           | Reservation                              | Utah                 | San Juan                     |
| Nazlini                           | Chinle              | Ja         |                                                           | Reservation                              | Arizona              | Apache                       |
| Nenahnezad                        | Shiprock            | Nein       |                                                           | Reservation                              | New Mexico           | San Juan                     |
| Newcomb                           | Shiprock            | Ja         |                                                           | Reservation                              | New Mexico           | San Juan                     |
| Oak Springs                       | Fort Defiance       | Nein       |                                                           | Reservation                              | Arizona              | Apache                       |
| Ojo Encino                        | Crownpoint/Eastern  | Ja         | Checkerboard area                                         | Off-Reservation Trust Land               | New Mexico           | McKinley/Sandoval            |
| Oljato                            | Tuba City / Western | Nein       | Oljato-Monument Valley (Arizona)                          | Reservation                              | Utah / Arizona       | San Juan / Navajo            |
| Pinedale                          | Crownpoint/Eastern  | Nein       | Checkerboard area                                         | Off-Reservation Trust Land               | New Mexico           | McKinley                     |
| Pinon                             | Chinle              | Ja         |                                                           | Reservation                              | Arizona              | Navajo                       |
| Pueblo Pintado                    | Crownpoint/Eastern  | Nein       | Checkerboard area                                         | Off-Reservation Trust Land               | New Mexico           | McKinley                     |
| Ramah                             | Crownpoint/Eastern  | Nein       | Ramah Navajo Indian Reservation                           | Reservation                              | New Mexico           | Cibola                       |
| Red Lake #18                      | Fort Defiance       | Nein       |                                                           | Reservation                              | Arizona / New Mexico | Apache / McKinley            |
| Red Mesa                          | Shiprock            | Nein       |                                                           | Reservation                              | Arizona              | Apache                       |
| Red Valley                        | Shiprock            | Nein       |                                                           | Reservation                              | Arizona / New Mexico | Apache / San Juan            |
| Rock Point                        | Shiprock            | Nein       |                                                           | Reservation                              | Arizona              | Apache                       |
| Rock Springs                      | Crownpoint/Eastern  | Nein       | Checkerboard area                                         | Off-Reservation Trust Land               | New Mexico           | McKinley                     |
| Round Rock                        | Chinle              | Nein       |                                                           | Reservation                              | Arizona              | Apache                       |
| San Juan                          | Shiprock            | Ja         |                                                           | Reservation                              | New Mexico           | San Juan                     |
| Sawmill                           | Fort Defiance       | Nein       |                                                           | Reservation                              | Arizona              | Apache                       |
| Shiprock                          | Shiprock            | Nein       |                                                           | Reservation                              | New Mexico           | San Juan                     |
| Shonto                            | Tuba City / Western | Ja         |                                                           | Reservation                              | Arizona              | Navajo                       |
| Smith Lake                        | Crownpoint/Eastern  | Nein       | Checkerboard area                                         | Off-Reservation Trust Land               | New Mexico           | McKinley                     |
| St. Michaels                      | Fort Defiance       | Nein       |                                                           | Reservation                              | Arizona              | Apache                       |
| Steamboat                         | Fort Defiance       | Ja         |                                                           | Reservation                              | Arizona              | Apache                       |
| Teec Nos Pos                      | Shiprock            | Nein       |                                                           | Reservation                              | Arizona              | Apache                       |
| Teesto                            | Fort Defiance       | Ja         |                                                           | Reservation                              | Arizona              | Navajo                       |
| Thoreau                           | Crownpoint/Eastern  | Nein       | Checkerboard area                                         | Off-Reservation Trust Land               | New Mexico           | McKinley                     |
| Tiis Tsoh Sikaad (Burnham)        | Shiprock            | Ja         |                                                           | Reservation                              | New Mexico           | San Juan                     |
| To' Nanees' Dizi'                 | Tuba City / Western | Ja         | Tó Naneesdizí (Tuba City)                                 | Reservation                              | Arizona              | Coconino                     |
| Toadlena/Two Grey Hills           | Shiprock            | Ja         |                                                           | Reservation                              | New Mexico           | San Juan                     |
| Tohajiilee                        | Crownpoint/Eastern  | Nein       | Tohajiilee Indian Reservation / Cañoncito Band of Navajos | Reservation                              | New Mexico           | Bernalillo, Cibola, Sandoval |
| Tohatchi                          | Fort Defiance       | Nein       |                                                           | Reservation                              | New Mexico           | McKinley                     |
| Tolani Lake                       | Tuba City / Western | Nein       |                                                           | Reservation                              | Arizona              | Coconino                     |
| Tolikan (Sweetwater)              | Shiprock            | Ja         |                                                           | Reservation                              | Arizona              | Apache                       |
| Tonalea/Red Lake                  | Tuba City / Western | Ja         |                                                           | Reservation                              | Arizona              | Coconino                     |
| Tooh' Haltsooi (Sheep Springs)    | Shiprock            | Ja         |                                                           | Reservation                              | New Mexico           | San Juan                     |
| Torreon/Star Lake                 | Crownpoint/Eastern  | Nein       | Checkerboard area                                         | Off-Reservation Trust Land               | New Mexico           | McKinley/Sandoval            |
| Ts'ah Bii Kin (Inscription House) | Tuba City / Western | Ja         |                                                           | Reservation                              | Arizona              | Coconino                     |
| Tsaile/Wheatfields                | Chinle              | Nein       |                                                           | Reservation                              | Arizona              | Apache                       |
| Tsayatoh                          | Crownpoint/Eastern  | Nein       | Checkerboard area                                         | Off-Reservation Trust Land               | New Mexico           | McKinley                     |
| Tse Alnaozt'ii (Sanostee)         | Shiprock            | Nein       |                                                           | Reservation                              | New Mexico           | San Juan                     |
| Tse Ch'izhí (Rough Rock)          | Chinle              | Nein       |                                                           | Reservation                              | Arizona              | Apache                       |
| Tse Daa Kaan (Hogback)            | Shiprock            | Ja         |                                                           | Reservation                              | New Mexico           | San Juan                     |
| Tse Lichií (Red Rock)             | Crownpoint/Eastern  | Nein       | Checkerboard area                                         | Off-Reservation Trust Land               | New Mexico           | McKinley                     |
| Tse' Ii'Ahi (Standing Rock)       | Crownpoint/Eastern  | Nein       |                                                           | Reservation                              | New Mexico           | McKinley                     |
| Tse' Si Ani (Lupton)              | Fort Defiance       | Ja         |                                                           | Reservation                              | Arizona              | Apache                       |
| Tselani/Cottonwood                | Chinle              | Nein       |                                                           | Reservation                              | Arizona              | Apache                       |
| Tsidii To'ii (Birdsprings)        | Tuba City / Western | Ja         |                                                           | Reservation                              | Arizona              | Navajo                       |
| Upper Fruitland                   | Shiprock            | Ja         |                                                           | Reservation                              | New Mexico           | San Juan                     |
| Whippoorwill                      | Chinle              | Ja         | früher im Navajo-Hopi Joint-Use-Area                      | Reservation                              | Arizona              | Navajo                       |
| White Cone                        | Fort Defiance       | Nein       |                                                           | Reservation                              | Arizona              | Navajo                       |
| White Horse Lake                  | Crownpoint/Eastern  | Nein       | Checkerboard area                                         | Off-Reservation Trust Land               | New Mexico           | Sandoval                     |
| White Rock                        | Crownpoint/Eastern  | Ja         | auch Whiterock; Chapterhouse auf der Reservationsgrenze   | Reservation / Off-Reservation Trust Land | New Mexico           | San Juan                     |
| Wide Ruins                        | Fort Defiance       | Nein       |                                                           | Reservation                              | Arizona              | Apache                       |